# Arcidiocesi di Cap-Haïtien
L'arcidiocesi di Cap-Haïtien (in latino Archidioecesis Capitis Haitiani) è una sede metropolitana della Chiesa cattolica ad Haiti. Nel 2021 contava 909.660 battezzati su 1.800.244 abitanti. È retta dall'arcivescovo Launay Saturné.

## Territorio
L'arcidiocesi comprende il dipartimento del Nord ad Haiti.
Sede arcivescovile è la città di Cap-Haïtien, dove si trova la cattedrale dell'Assunzione di Maria Vergine.
Il territorio è suddiviso in 62 parrocchie.

## Storia
La diocesi di Cap-Haïtien fu eretta il 3 ottobre 1861 con la bolla Vel a primis di papa Pio IX, ricavandone il territorio dall'arcidiocesi di Santo Domingo. Era originariamente suffraganea dell'arcidiocesi di Port-au-Prince.
Il 20 aprile 1972 cedette una porzione del suo territorio a vantaggio dell'erezione della diocesi di Hinche.
Il 7 aprile 1988 la diocesi è stata elevata al rango di arcidiocesi metropolitana con la bolla Qui pro Nostro di papa Giovanni Paolo II.
Il 31 gennaio 1991 ha ceduto un'altra porzione di territorio a vantaggio dell'erezione della diocesi di Fort-Liberté.

## Cronotassi dei vescovi
Si omettono i periodi di sede vacante non superiori ai 2 anni o non storicamente accertati.
- Martial-Guillaume-Marie Testard du Cosquer † (7 settembre 1863 - 27 luglio 1869 deceduto) (amministratore apostolico)
- Alexis-Jean-Marie Guilloux (Guillons) † (27 giugno 1870 - 22 dicembre 1873 cessato) (amministratore apostolico)

- Constant-Mathurin Hillion † (22 dicembre 1873 - 10 giugno 1886 nominato arcivescovo di Port-au-Prince)
- François-Marie Kersuzan † (13 agosto 1886 - 4 febbraio 1929 dimesso[1])
- Jean-Marie Jan † (4 febbraio 1929 succeduto - 27 giugno 1953 dimesso[2])
- Albert François Cousineau, C.S.C. † (29 giugno 1953 succeduto - 14 agosto 1974 deceduto)
- François Gayot, S.M.M. † (22 novembre 1974 - 5 novembre 2003 ritirato)
- Hubert Constant, O.M.I. † (5 novembre 2003 - 1º marzo 2008 ritirato)
- Louis Nerval Kébreau, S.D.B. (1º marzo 2008 - 15 novembre 2014 ritirato)
- Max Leroy Mésidor (15 novembre 2014 succeduto - 7 ottobre 2017 nominato arcivescovo di Port-au-Prince)
- Launay Saturné, dal 16 luglio 2018

## Statistiche
L'arcidiocesi nel 2021 su una popolazione di 1.800.244 persone contava 909.660 battezzati, corrispondenti al 50,5% del totale.
| anno | popolazione | popolazione | popolazione | presbiteri | presbiteri | presbiteri | presbiteri                | diaconi | religiosi | religiosi | parrocchie |
| anno | battezzati  | totale      | %           | numero     | secolari   | regolari   | battezzati per presbitero | diaconi | uomini    | donne     | parrocchie |
| ---- | ----------- | ----------- | ----------- | ---------- | ---------- | ---------- | ------------------------- | ------- | --------- | --------- | ---------- |
| 1949 | 485.000     | 500.000     | 97,0        | 56         | 45         | 11         | 8.660                     |         | 13        | 40        | 27         |
| 1959 | 490.000     | 505.000     | 97,0        | 80         | 47         | 33         | 6.125                     |         | 32        | 85        | 42         |
| 1966 | 630.000     | 881.730     | 71,5        | 87         | 37         | 50         | 7.241                     |         | 74        | 174       | 44         |
| 1968 | 675.000     | 881.730     | 76,6        | 99         | 45         | 54         | 6.818                     |         | 79        | 195       | 47         |
| 1976 | 601.826     | 856.895     | 70,2        | 86         | 24         | 62         | 6.997                     |         | 101       | 170       | 43         |
| 1980 | 1.039.995   | 1.195.347   | 87,0        | 80         | 24         | 56         | 12.999                    |         | 110       | 169       | 43         |
| 1990 | 1.000.000   | 1.530.130   | 65,4        | 80         | 38         | 42         | 12.500                    |         | 64        | 169       | 45         |
| 1999 | 730.770     | 1.231.476   | 59,3        | 67         | 44         | 23         | 10.907                    |         | 34        | 98        | 37         |
| 2000 | 757.357     | 1.262.262   | 60,0        | 65         | 44         | 21         | 11.651                    |         | 33        | 96        | 37         |
| 2001 | 750.875     | 1.293.818   | 58,0        | 69         | 48         | 21         | 10.882                    |         | 34        | 96        | 39         |
| 2002 | 757.648     | 1.326.163   | 57,1        | 75         | 54         | 21         | 10.101                    |         | 34        | 98        | 39         |
| 2003 | 780.000     | 1.359.317   | 57,4        | 69         | 46         | 23         | 11.304                    |         | 37        | 95        | 41         |
| 2004 | 800.000     | 1.393.000   | 57,4        | 70         | 46         | 24         | 11.428                    |         | 38        | 98        | 41         |
| 2006 | 778.110     | 1.463.520   | 53,2        | 72         | 49         | 23         | 10.807                    |         | 39        | 96        | 43         |
| 2007 | 827.000     | 1.600.000   | 51,7        | 83         | 55         | 28         | 9.963                     |         | 45        | 98        | 44         |
| 2016 | 808.000     | 1.599.000   | 50,5        | 98         | 73         | 25         | 8.244                     |         | 92        | 119       | 52         |
| 2019 | 865.110     | 1.712.000   | 50,5        | 122        | 93         | 29         | 7.091                     |         | 50        | 122       | 54         |
| 2021 | 909.660     | 1.800.244   | 50,5        | 118        | 82         | 36         | 7.708                     |         | 50        | 108       | 62         |